# 凝灰岩

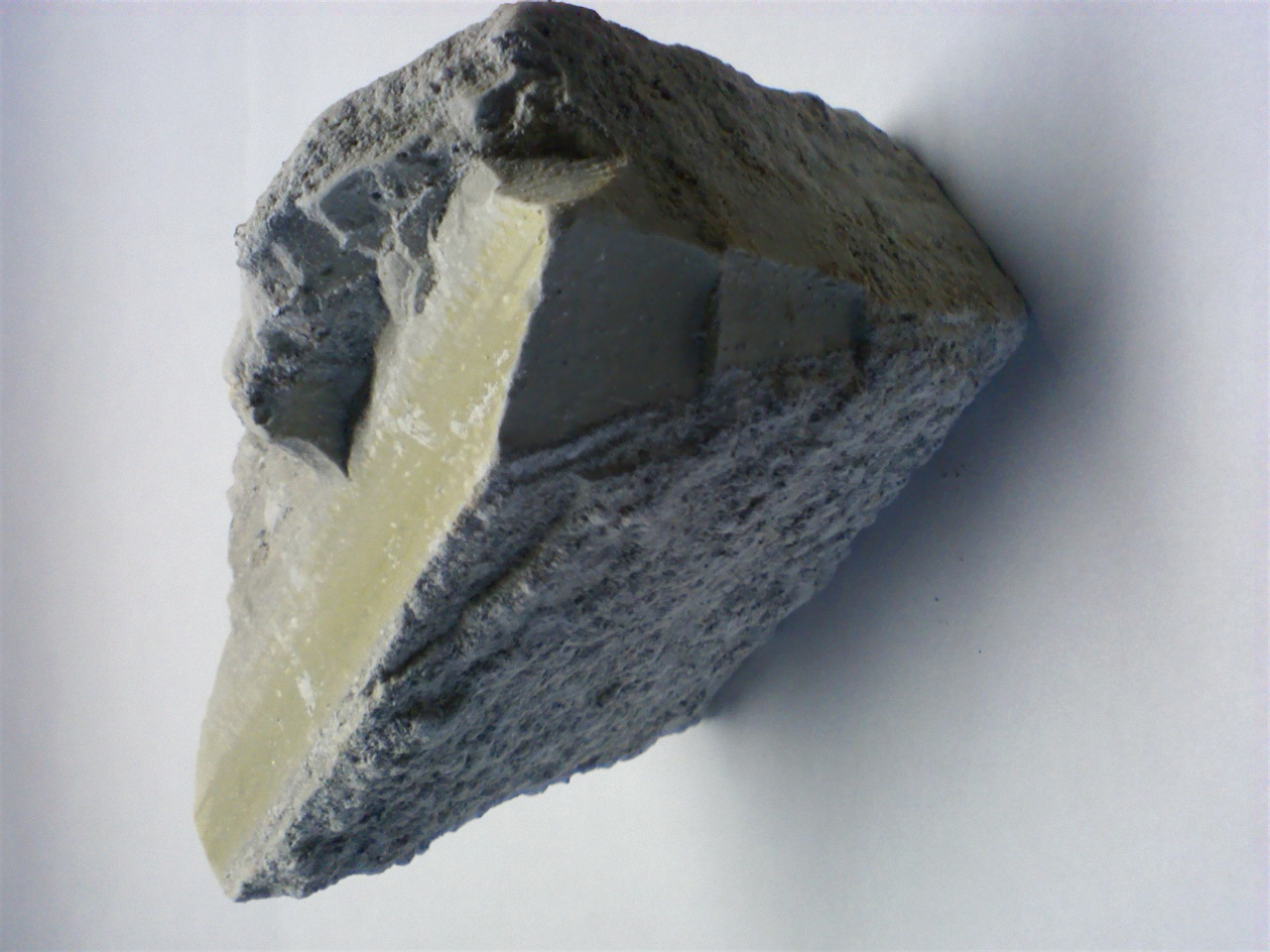
火山灰の堆積がよく分かる（二上山屯鶴峯産出）

凝灰岩（ぎょうかいがん、英: tuff、タフ）は、火山から噴出された火山灰が地上や水中に堆積してできた岩石。成分が火山由来であるが、生成条件から堆積岩（火山砕屑岩）に分類される。
典型的な凝灰岩は数mm以下の細かい火山灰が固まったもので、白色・灰色から暗緑色・暗青色・赤色までさまざまな色がある。塊状で割れ方に方向性はない。凝灰岩は層状構造（層理）を持たないことも多いが、大規模な噴煙から降下した場合や水中でゆっくり堆積した場合は層状をなすこともある。火山噴出物が凝結してできた岩石。凝灰石は流水によって運ばれないので形は角があって角ばった形になっている。

## 凝灰岩の種類
凝灰岩は元となる火山灰の生成状況やその後の堆積状況から、各々特徴を持った幾種類かに分類される。特徴的な凝灰岩を下に示す。
軽石凝灰岩（浮石凝灰岩、pumice tuff）
噴火の際に地上に噴出された軽石（浮石）を主な構成物質とするもの。成分は流紋岩～安山岩質。
栃木県宇都宮市産の大谷石は、石材として有名。
溶結凝灰岩 (welded tuff)
巨大なカルデラ噴火に伴う火砕流によって、一時に大量の高温火山灰が堆積した場合に生成される。堆積後にも高温を保っていると火山灰が再融解して粒子同士が接着する（溶結）。分厚く堆積した溶結凝灰岩は、その冷却時にゆっくり収縮し見事な柱状節理を形成することが多い。
北海道大雪山東側の層雲峡では溶結凝灰岩の見事な柱状節理が見られる。阿蘇山東側の宮崎県高千穂峡は阿蘇山由来の溶結凝灰岩台地を五ヶ瀬川が侵食した渓谷。北アルプスの穂高岳の山体は約170万年前に、ここにあったカルデラ火山が大爆発した時の溶結凝灰岩からできている。
緑色凝灰岩（green tuff、グリーンタフ）
中国地方の日本海側から中部・関東・東北地方に広く分布している。新生代第三紀の大規模な海底火山活動に由来すると考えられており、日本列島の根幹をなす岩石のひとつ。熱変質でできた緑泥石が緑色・灰緑色を呈する。
輝緑凝灰岩 (schalstein)
塩基性凝灰岩ともいう。やや変質した鉱物を多く含むために緑色や赤色をしている。
礫質凝灰岩
火山灰の噴出時や移動・堆積中に取り込まれた他の岩石礫を含むもの。同時に軽石を含むものも多く、また溶結していることもある。

## 凝灰岩層
凝灰岩層は他の岩石の層に比べて軟弱で、また充分に固結していない凝灰岩層は地下水を含みやすく、地下水の通り道となって流動的になりやすい。そのため、しばしば地滑りの滑り面となる。 特に日本など凝灰岩層が多く見られる地域では、建物を建てる前にはボーリング調査などによりその土地の地盤の硬さや地滑りの危険などを充分に把握しておく必要がある。
凝灰岩は河川などの侵食に弱いため、さまざまな形に侵食され風光明媚な地形を作ることがある。吹割の滝（群馬県）や鳳来峡（愛知県）などが一例である。

## 石材としての利用
凝灰岩は石材としては軽くてやわらかい部類に入る。比較的風化されやすいので細かい細工には向いておらず、塊状や切石の形で用いられることが多い。産地によって特徴があり、一部は「札幌軟石」「大谷石」や「十和田石」など産地名を付した石材名で呼ばれている。
- 大谷石 - 扱いやすさと耐火性から石塀や石蔵としてよく使用される。
- 伊豆青石や十和田石 - 大谷石より緻密。濡れても滑りにくいことから温泉の岩風呂に用いられる。
- 日華石 - 石川県ではよく利用されている。小松市で産出される。
- 佐久石 - 長野県佐久市で産出される荒船山由来の溶結凝灰岩（志賀溶結凝灰岩）。用途は間知石・切石・景石等[2]。
- なべた石 - 熊本県北部で産出される阿蘇山由来の溶結凝灰岩。用途は間知石.建築用板石・景石など